# Liste der Bodendenkmäler in Pottenstein (Oberfranken)
Auf dieser Seite sind die Bodendenkmäler in der oberfränkischen Stadt Pottenstein zusammengestellt. Diese Tabelle ist eine Teilliste der Liste der Bodendenkmäler in Bayern. Grundlage ist die Bayerische Denkmalliste, die auf Basis des Bayerischen Denkmalschutzgesetzes vom 1. Oktober 1973 erstmals erstellt wurde und seither durch das Bayerische Landesamt für Denkmalpflege geführt wird. Die folgenden Angaben ersetzen nicht die rechtsverbindliche Auskunft der Denkmalschutzbehörde.

## Bodendenkmäler der Gemeinde Pottenstein

### Bodendenkmäler in der Gemarkung Elbersberg
| Lage                  | Objekt | Akten-Nr.     | Bild           |
| --------------------- | --- | ------------- | -------------- |
| Elbersberg (Standort) | Felsdach mit Funden des Mesolithikums, des Neolithikums, der Hallstattzeit und des Mittelalters.                                                                                   | D-4-6234-0075 | weitere Bilder |
| Elbersberg (Standort) | Höhle mit vorgeschichtlichen Funden. | D-4-6234-0079 |                |
| Elbersberg (Standort) | Höhle mit Funden vorgeschichtlicher Zeitstellung. | D-4-6234-0083 |                |
| Elbersberg (Standort) | Frühmittelalterliche Abschnittsbefestigung. | D-4-6234-0143 |                |
| Elbersberg (Standort) | Siedlung vor- und frühgeschichtlicher oder mittelalterlicher Zeitstellung. | D-4-6234-0159 |                |
| Elbersberg (Standort) | Abgegangene mittelalterliche Burg sowie Vorgängerbau und Befunde des Mittelalters und der frühen Neuzeit im Bereich der Katholischen Pfarrkirche St. Jacobus Major von Elbersberg. | D-4-6234-0213 |                |

### Bodendenkmäler in der Gemarkung Haßlach
| Lage               | Objekt | Akten-Nr.     | Bild |
| ------------------ | --- | ------------- | ---- |
| Haßlach (Standort) | Grabhügel vorgeschichtlicher Zeitstellung, daraus Funde der Hallstattzeit.                                                                  | D-4-6134-0095 |      |
| Haßlach (Standort) | Hallstattzeitliche Siedlung. | D-4-6134-0105 |      |
| Haßlach (Standort) | Grabhügel vorgeschichtlicher Zeitstellung.                                                                                                  | D-4-6234-0002 |      |
| Haßlach (Standort) | Grabhügel vorgeschichtlicher Zeitstellung.                                                                                                  | D-4-6234-0003 |      |
| Haßlach (Standort) | Grabhügel vorgeschichtlicher Zeitstellung.                                                                                                  | D-4-6234-0004 |      |
| Haßlach (Standort) | Höhle mit Funden der späten Bronzezeit und der Hallstattzeit.                                                                               | D-4-6234-0005 |      |
| Haßlach (Standort) | Vorgeschichtliches Grabhügelfeld. | D-4-6234-0006 |      |
| Haßlach (Standort) | Grabhügel vorgeschichtlicher Zeitstellung.                                                                                                  | D-4-6234-0007 |      |
| Haßlach (Standort) | Grabhügel vorgeschichtlicher Zeitstellung.                                                                                                  | D-4-6234-0008 |      |
| Haßlach (Standort) | Grabhügel vorgeschichtlicher Zeitstellung.                                                                                                  | D-4-6234-0009 |      |
| Haßlach (Standort) | Grabhügel vorgeschichtlicher Zeitstellung.                                                                                                  | D-4-6234-0010 |      |
| Haßlach (Standort) | Bestattungsplatz mit Grabhügeln vorgeschichtlicher Zeitstellung.                                                                            | D-4-6234-0011 |      |
| Haßlach (Standort) | Grabhügel vorgeschichtlicher Zeitstellung.                                                                                                  | D-4-6234-0012 |      |
| Haßlach (Standort) | Grabhügel vorgeschichtlicher Zeitstellung.                                                                                                  | D-4-6234-0013 |      |
| Haßlach (Standort) | Grabhügel vorgeschichtlicher Zeitstellung.                                                                                                  | D-4-6234-0014 |      |
| Haßlach (Standort) | Grabhügel vorgeschichtlicher Zeitstellung.                                                                                                  | D-4-6234-0015 |      |
| Haßlach (Standort) | Grabhügel vorgeschichtlicher Zeitstellung.                                                                                                  | D-4-6234-0016 |      |
| Haßlach (Standort) | Felsdach mit Funden des Mesolithikums, der Urnenfelderzeit, der Hallstattzeit und der frühen Latènezeit.                                    | D-4-6234-0017 |      |
| Haßlach (Standort) | Felsdach mit Funden des Mesolithikums und der Hallstattzeit.                                                                                | D-4-6234-0018 |      |
| Haßlach (Standort) | Höhle mit Funden der Urnenfelderzeit. | D-4-6234-0019 |      |
| Haßlach (Standort) | Felsdach mit frühlatènezeitlichen Funden.                                                                                                   | D-4-6234-0020 |      |
| Haßlach (Standort) | Bestattungsplatz mit Grabhügel vorgeschichtlicher Zeitstellung.                                                                             | D-4-6234-0021 |      |
| Haßlach (Standort) | Siedlung der Linearbandkeramik, der Urnenfelderzeit und der Hallstattzeit.                                                                  | D-4-6234-0027 |      |
| Haßlach (Standort) | Felsdach mit Funden des Jungpaläolithikums sowie der Urnenfelder- und der Hallstattzeit.                                                    | D-4-6234-0030 |      |
| Haßlach (Standort) | Siedlung der Bronzezeit, Urnenfelder-, Hallstatt- und der frühen Latènezeit.                                                                | D-4-6234-0031 |      |
| Haßlach (Standort) | Höhle mit Funden vor- und frühgeschichtlicher Zeitstellung.                                                                                 | D-4-6234-0046 |      |
| Haßlach (Standort) | Höhle und Felsdach mit vorgeschichtlichen und mittelalterlichen Schichten.                                                                  | D-4-6234-0091 |      |
| Haßlach (Standort) | Freilandstation des Spätpaläolithikums sowie Siedlung des Neolithikums, der Urnenfelderzeit, der Hallstattzeit und der jüngeren Latènezeit. | D-4-6234-0144 |      |
| Haßlach (Standort) | Siedlung des Neolithikums und der Urnenfelderzeit.                                                                                          | D-4-6234-0153 |      |
| Haßlach (Standort) | Siedlung der Urnenfelderzeit. | D-4-6234-0165 |      |
| Haßlach (Standort) | Siedlung des Neolithikums und der Urnenfelderzeit.                                                                                          | D-4-6234-0195 |      |
| Haßlach (Standort) | Siedlung des Neolithikums. | D-4-6234-0222 |      |
| Haßlach (Standort) | Siedlung des Neolithikums. | D-4-6234-0223 |      |
| Haßlach (Standort) | Siedlung des Neolithikums. | D-4-6234-0224 |      |
| Haßlach (Standort) | Siedlung vor- und frühgeschichtlicher oder mittelalterlicher Zeitstellung                                                                   | D-4-6234-0225 |      |

### Bodendenkmäler in der Gemarkung Hohenmirsberg
| Lage                     | Objekt | Akten-Nr.     | Bild |
| ------------------------ | --- | ------------- | ---- |
| Hohenmirsberg (Standort) | Grabhügel vorgeschichtlicher Zeitstellung.                                                                            | D-4-6134-0090 |      |
| Hohenmirsberg (Standort) | Höhle mit Funden der Hallstatt- und der späten Latènezeit.                                                            | D-4-6134-0094 |      |
| Hohenmirsberg (Standort) | Gräberfeld oder Siedlung der Urnenfelderzeit.                                                                         | D-4-6134-0113 |      |
| Hohenmirsberg (Standort) | Mittelalterliche Wüstung.                                                                                             | D-4-6134-0175 |      |
| Hohenmirsberg (Standort) | Befunde des Mittelalters und der frühen Neuzeit im Bereich der Katholischen Pfarrkirche St. Martin von Hohenmirsberg. | D-4-6134-0177 |      |
| Hohenmirsberg (Standort) | Grabhügel vorgeschichtlicher Zeitstellung.                                                                            | D-4-6234-0001 |      |

### Bodendenkmäler in der Gemarkung Kirchenbirkig
| Lage                     | Objekt | Akten-Nr.     | Bild |
| ------------------------ | --- | ------------- | ---- |
| Kirchenbirkig (Standort) | Grabhügel vorgeschichtlicher Zeitstellung. | D-4-6234-0085 |      |
| Kirchenbirkig (Standort) | Grabhügel vorgeschichtlicher Zeitstellung. | D-4-6234-0086 |      |
| Kirchenbirkig (Standort) | Grabhügel vorgeschichtlicher Zeitstellung. | D-4-6234-0087 |      |
| Kirchenbirkig (Standort) | Vorgängerbau sowie Befunde des Mittelalters und der frühen Neuzeit im Bereich der Katholischen Pfarrkirche St. Johannes d. Täufer von Kirchenbirkig. | D-4-6234-0229 |      |

### Bodendenkmäler in der Gemarkung Körbeldorf
| Lage                  | Objekt                                                                                  | Akten-Nr.     | Bild |
| --------------------- | --------------------------------------------------------------------------------------- | ------------- | ---- |
| Körbeldorf (Standort) | Verhüttungsplatz der Eisenzeit, frühgeschichtlicher Zeitstellung oder des Mittelalters. | D-4-6234-0053 |      |

### Bodendenkmäler in der Gemarkung Kühlenfels
| Lage                  | Objekt | Akten-Nr.     | Bild |
| --------------------- | --- | ------------- | ---- |
| Kühlenfels (Standort) | Vorgängerbau sowie Befunde des Mittelalters und der frühen Neuzeit im Bereich von Schloss Kühlenfels.                                               | D-4-6234-0233 |      |
| Kühlenfels (Standort) | Vorgängerbau sowie Befunde des Mittelalters und der frühen Neuzeit im Bereich der Katholischen Filialkirche St. Matthäus und Erhard von Kühlenfels. | D-4-6234-0234 |      |

### Bodendenkmäler in der Gemarkung Leienfels
| Lage                 | Objekt                                                                              | Akten-Nr.     | Bild |
| -------------------- | ----------------------------------------------------------------------------------- | ------------- | ---- |
| Leienfels (Standort) | Befunde des Mittelalters und der frühen Neuzeit im Bereich der Burgruine Leienfels. | D-4-6234-0068 |      |
| Leienfels (Standort) | Höhle mit Funden vorgeschichtlicher und mittelalterlicher Zeitstellung.             | D-4-6234-0145 |      |
| Leienfels (Standort) | Bergbauareal vor- und frühgeschichtlicher oder mittelalterlicher Zeitstellung.      | D-4-6234-0160 |      |
| Leienfels (Standort) | Pingenfeld vor- und frühgeschichtlicher oder mittelalterlicher Zeitstellung.        | D-4-6234-0167 |      |
| Leienfels (Standort) | Pingenfeld vor- und frühgeschichtlicher oder mittelalterlicher Zeitstellung.        | D-4-6234-0168 |      |
| Leienfels (Standort) | Siedlung vor- und frühgeschichtlicher oder mittelalterlicher Zeitstellung.          | D-4-6234-0236 |      |

### Bodendenkmäler in der Gemarkung Pottenstein
| Lage                   | Objekt | Akten-Nr.     | Bild           |
| ---------------------- | --- | ------------- | -------------- |
| Pottenstein (Standort) | Felsdach mit Funden des Mesolithikums, des Neolithikums und der Hallstattzeit. | D-4-6234-0088 |                |
| Pottenstein (Standort) | Höhle mit Funden des Jungpaläolithikums, des Mesolithikums, der Hallstattzeit und der Latènezeit. | D-4-6234-0092 |                |
| Pottenstein (Standort) | Höhle mit Funden des Mittelpaläolithikums, der Hallstattzeit und der späten Latènezeit. | D-4-6234-0093 |                |
| Pottenstein (Standort) | Höhle mit Funden vor- und frühgeschichtlicher Zeitstellung. | D-4-6234-0094 |                |
| Pottenstein (Standort) | Höhle (Große Teufelshöhle) mit Nutzungshorizonten der Hallstatt- und Latènezeit im Bereich des Vorplatzes. | D-4-6234-0095 |                |
| Pottenstein (Standort) | Höhle (Zwergloch bzw. kleine oder obere Teufelshöhle) mit Nutzungshorizonten des Jungpaläolithikums und der Hallstattzeit.                                                                                        | D-4-6234-0096 | weitere Bilder |
| Pottenstein (Standort) | Grabhügel vorgeschichtlicher Zeitstellung. | D-4-6234-0097 |                |
| Pottenstein (Standort) | Grabhügel vorgeschichtlicher Zeitstellung. | D-4-6234-0098 |                |
| Pottenstein (Standort) | Grabhügel vorgeschichtlicher Zeitstellung. | D-4-6234-0099 |                |
| Pottenstein (Standort) | Bestattungsplatz mit verebneten Grabhügeln vorgeschichtlicher Zeitstellung. | D-4-6234-0100 |                |
| Pottenstein (Standort) | Grabhügel der Hallstattzeit und Bestattungen der frühen Latènezeit. | D-4-6234-0101 |                |
| Pottenstein (Standort) | Höhensiedlung der Urnenfelderzeit, der Hallstattzeit und der frühen Latènezeit sowie Befunde des Mittelalters und der frühen Neuzeit im Bereich von Burg Pottenstein.                                             | D-4-6234-0102 |                |
| Pottenstein (Standort) | Höhle mit Funden vorgeschichtlicher Zeitstellung. | D-4-6234-0108 |                |
| Pottenstein (Standort) | Siedlung und Verhüttungsplatz der jüngeren Latènezeit. | D-4-6234-0110 |                |
| Pottenstein (Standort) | Felsdach mit vorgeschichtlichen Funden. | D-4-6234-0112 |                |
| Pottenstein (Standort) | Vorgeschichtliche Grabhügel mit Funden der Hallstatt- und der frühen Laténezeit. | D-4-6234-0113 |                |
| Pottenstein (Standort) | Siedlung der frühen Latènezeit. | D-4-6234-0119 |                |
| Pottenstein (Standort) | Bestattungsplatz vor- und frühgeschichtlicher Zeitstellung sowie Siedlung der Urnenfelderzeit, der Hallstattzeit und der frühen Latènezeit.                                                                       | D-4-6234-0121 |                |
| Pottenstein (Standort) | Felsdach mit Station des Paläolithikums und des Mesolithikums sowie Besiedlungsspuren der Hallstattzeit. | D-4-6234-0122 |                |
| Pottenstein (Standort) | Altstraßenabschnitt und Hohlwegfächer des Mittelalters und der frühen Neuzeit. | D-4-6234-0194 |                |
| Pottenstein (Standort) | Archäologische Befunde des Mittelalters und der frühen Neuzeit, darunter solche von Vorgängerbauten, im Bereich der Katholischen Pfarrkirche St. Bartholomäus von Pottenstein.                                    | D-4-6234-0206 |                |
| Pottenstein (Standort) | Archäologische Befunde des Mittelalters und der frühen Neuzeit, darunter solche von Vorgängerbauten und Körperbestattungen, im Bereich der Katholischen Spital- und Friedhofskirche St. Kunigund von Pottenstein. | D-4-6234-0207 |                |
| Pottenstein (Standort) | Archäologische Befunde des Mittelalters und der frühen Neuzeit im Bereich der ehemalige Stadtbefestigung von Pottenstein.                                                                                         | D-4-6234-0208 |                |
| Pottenstein (Standort) | Archäologische Befunde des Mittelalters und der frühen Neuzeit im Bereich der ehemalige befestigten Kernstadt von Pottenstein.                                                                                    | D-4-6234-0209 |                |
| Pottenstein (Standort) | Archäologische Befunde im Bereich einer Richtstätte des späten Mittelalters und der frühen Neuzeit. | D-4-6234-0251 |                |

### Bodendenkmäler in der Gemarkung Regenthal
| Lage                 | Objekt                           | Akten-Nr.     | Bild |
| -------------------- | -------------------------------- | ------------- | ---- |
| Regenthal (Standort) | Spätmittelalterlicher Burgstall. | D-4-6234-0070 |      |

### Bodendenkmäler in der Gemarkung Tüchersfeld
| Lage                   | Objekt | Akten-Nr.     | Bild |
| ---------------------- | --- | ------------- | ---- |
| Tüchersfeld (Standort) | Mittelalterlicher Burgstall sowie Felsdach mit Funden der Urnenfelderzeit und der frühen Latènezeit.                                                            | D-4-6234-0036 |      |
| Tüchersfeld (Standort) | Mittelalterlicher Burgstall. Siehe auch: Burgstall Oberntüchersfeld                                                                                             | D-4-6234-0037 |      |
| Tüchersfeld (Standort) | Grabhügel der Hallstattzeit und Bestattungen der frühen Latènezeit.                                                                                             | D-4-6234-0038 |      |
| Tüchersfeld (Standort) | Grabhügel vorgeschichtlicher Zeitstellung. | D-4-6234-0039 |      |
| Tüchersfeld (Standort) | Bestattungsplatz mit verebnetem Grabhügel vorgeschichtlicher Zeitstellung.                                                                                      | D-4-6234-0040 |      |
| Tüchersfeld (Standort) | Brandgräberfeld und Siedlung der Urnenfelderzeit. | D-4-6234-0042 |      |
| Tüchersfeld (Standort) | Untertägige Teile der spätmittelalterlichen bis frühneuzeitlichen sog. Unteren Burg von Tüchersfeld mit Nebengebäuden. Siehe auch: Burgruine Niederntüchersfeld | D-4-6234-0044 |      |
| Tüchersfeld (Standort) | Siedlung vorgeschichtlicher Zeitstellung. | D-4-6234-0150 |      |
| Tüchersfeld (Standort) | Höhle mit Funden und Körperbestattungen der Urnenfelderzeit. | D-4-6234-0157 |      |
| Tüchersfeld (Standort) | Archäologische Befunde der frühen Neuzeit im Bereich der ehemalige Synagoge von Tüchersfeld.                                                                    | D-4-6234-0242 |      |

### Bodendenkmäler in der Gemarkung Waidacher Forst
| Lage                       | Objekt                                    | Akten-Nr.     | Bild |
| -------------------------- | ----------------------------------------- | ------------- | ---- |
| Waidacher Forst (Standort) | Höhle mit Funden des späten Mittelalters. | D-4-6234-0151 |      |